# Movimenti della Terra

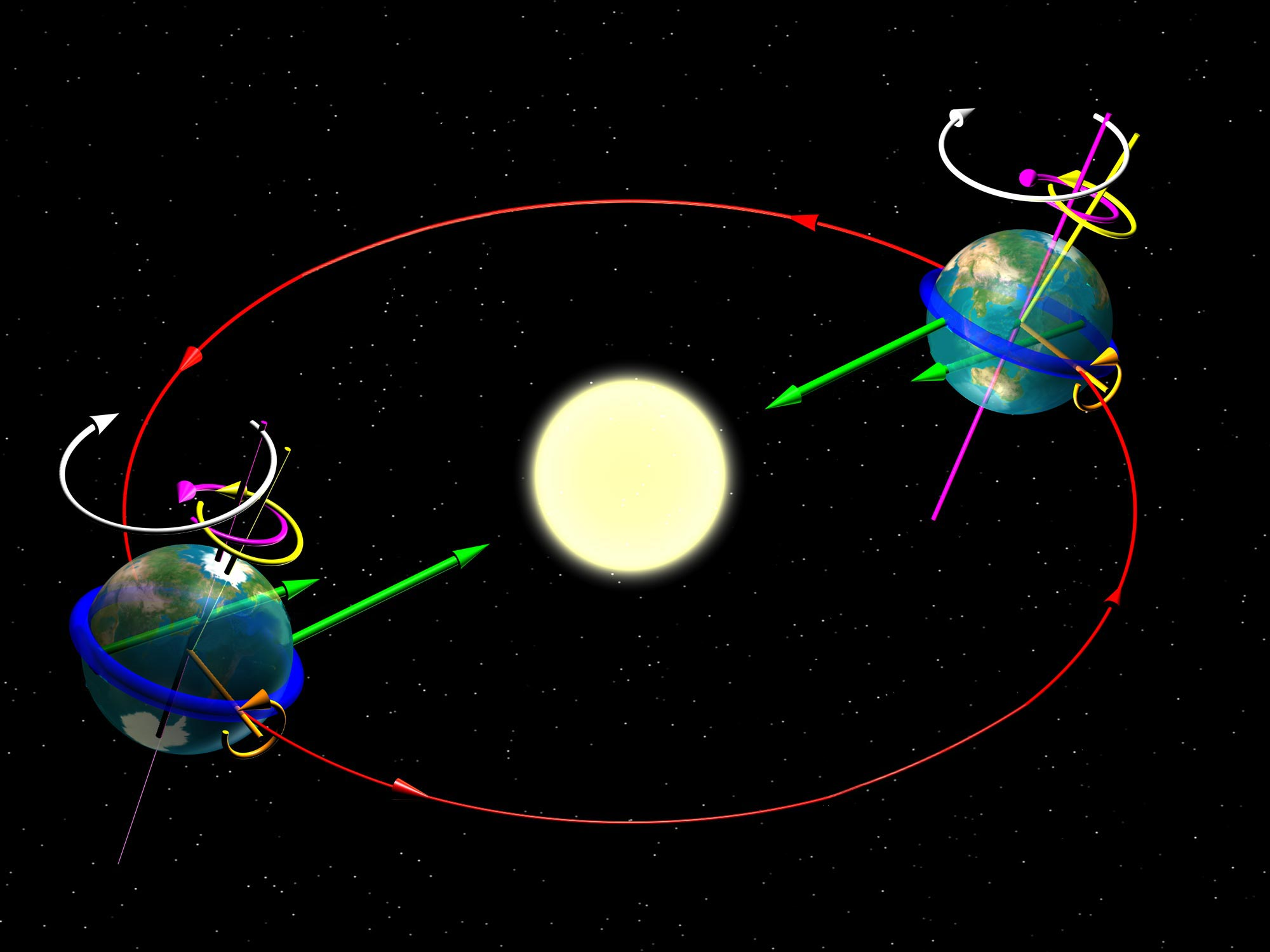
I principali moti della Terra: rotazione, rivoluzione, precessioni, ed altri.

I movimenti della Terra sono una serie di moti simultanei che incidono su diversi aspetti di natura astronomica e climatica sul pianeta Terra. L'effetto combinato di questi moti sul pianeta è stato illustrato nei Cicli di Milanković. I movimenti della Terra determinano anche l'alternarsi delle stagioni.

## Moti principali

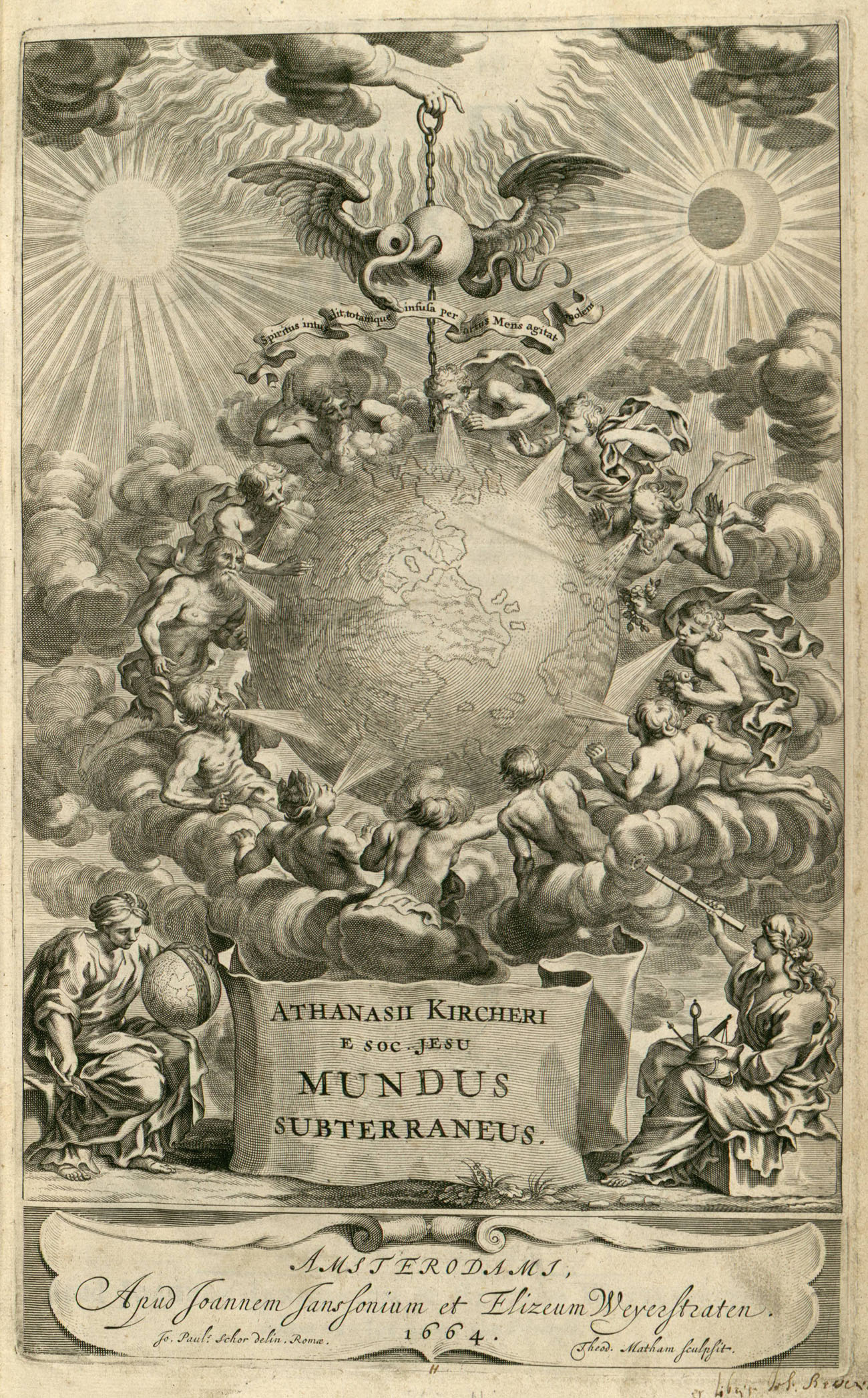
Illustrazione delle forze che concorrono a muovere la Terra, frontespizio di Mundus Subterraneus di Athanasius Kircher (1664)

I moti principali della terra sono due: la rotazione attorno all'asse polare e la rivoluzione intorno al Sole.
- Moto di rotazione: è il movimento della Terra attorno al suo asse, dura 23h 56m 04.09053s e viene definito giorno siderale e determina il passaggio da giorno a notte da non confondere con il giorno solare che dura in media 24 ore. La sua circonferenza è di circa 40075 chilometri. Ne consegue che la superficie della terra all'equatore si muove ad una velocità di 460 metri al secondo (1 700 km/h).[2] Per conoscere la velocità in altri luoghi è sufficiente moltiplicare tale velocità per il coseno della latitudine. L'Italia ha quindi una velocità di 1240 km/h, i poli hanno una velocità di 0 km/h.
- Moto di rivoluzione: è il movimento della Terra attorno al Sole secondo un’orbita ellittica e dura 365 giorni, 5 ore, 48 minuti e 48 secondi. Ogni 4 anni è presente un anno bisestile per ristabilire quell'asse di tempo che, nell'emisfero boreale, ci indica che a giugno e a luglio farà caldo e che a dicembre e gennaio farà freddo. Determina anche il cambiamento delle stagioni, causato dall'inclinazione dell'asse terrestre.

## Moti millenari
- Precessione degli equinozi: è il risultato del movimento doppio-conico dell'asse terrestre per l'azione gravitazionale della Luna e del Sole e per la rotazione terrestre.
- Pressione astronomica.
- Precessione anomalistica: movimento dell'orbita terrestre causato dall'attrazione esercitata dagli altri pianeti.
- Variazione dell'eccentricità dell'orbita: ogni 92.000 anni varia da un massimo di 0,054 a un minimo di 0,003.
- Variazione dell'inclinazione dell'asse terrestre: è la variazione che l'asse di rotazione della Terra forma con la normale al piano dell'orbita e varia da un massimo di 24°20' a un minimo di 21°55' ogni 40.000 anni, attualmente è di 23°27'. In aggiunta a questa variazione c'è un'altra variazione dell'inclinazione assiale, la nutazione, che ha un periodo molto più breve: 18,6 anni.

## Moti galattici
Altri movimenti coinvolgono la Terra in quanto fa parte del sistema solare, della Galassia e dell'Universo: il moto di traslazione che il Sistema Solare esegue in direzione della costellazione di Ercole; la partecipazione sia al moto di recessione della Galassia (Legge di Hubble), sia alla probabile espansione dell’Universo. La velocità con cui la Terra si muove assieme alla propria galassia è di 2,6 Mkm/h.